# Calliostoma fernandesi
Calliostoma fernandesi is een slakkensoort uit de familie van de Calliostomatidae. De wetenschappelijke naam van de soort is voor het eerst geldig gepubliceerd in 2006 door Rolán & Monteiro.